# NGC 185

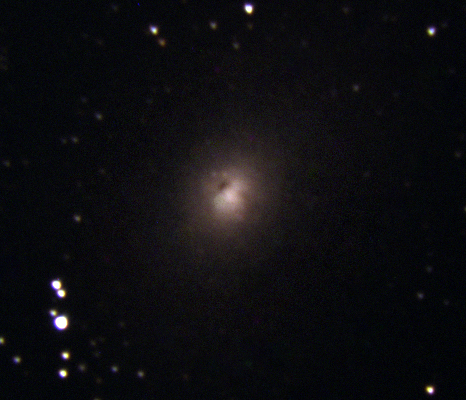
NGC 185

NGC 185 sau Caldwell 18 este o galaxie pitică sferoidală din constelația Cassiopeia și se află la o distanță de aproximativ 2,08 milioane de ani-lumină de Pământ. A fost descoperită de William Herschel pe 30 noiembrie 1787.  Face parte din Grupul Local, și este un satelit al Galaxiei Andromeda (M31).